# Championnat d'Europe féminin de football des moins de 19 ans 2018
 (juillet 2019).
Si vous disposez d'ouvrages ou d'articles de référence ou si vous connaissez des sites web de qualité traitant du thème abordé ici, merci de compléter l'article en donnant les références utiles à sa vérifiabilité et en les liant à la section « Notes et références ».
Navigation
Édition 2017 Édition 2019
La 21e édition du championnat d'Europe féminin de football des moins de 19 ans est un tournoi de football féminin qui se tient en Suisse, du 18 au 30 juillet 2018. Les joueuses nées après le 1er janvier 1999 peuvent participer à la compétition.

## Préparation de l'événement

### Villes et stades
| Bienne            | Bienne               | Bienne                |
| ----------------- | -------------------- | --------------------- |
| Tissot Arena      |                      |                       |
| 5 200 places      |                      |                       |
|                   |                      |                       |
| Yverdon-les-Bains | Wohlen               | Zoug                  |
| Stade municipal   | Stadion Niedermatten | Stadion Herti Allmend |
| 5 165 places      | 3 616 places         | 4 707 places          |
|                   |                      |                       |

## Qualification
49 équipes féminines membres de l'UEFA participent aux qualifications pour l'Euro féminin des moins de 19 ans. La Suisse, en tant que pays organisateur, est qualifiée d'office.

### Équipes qualifiées
| Équipe    | Méthode de qualification | Participations | Dernière participation | Meilleures performances passées   |
| --------- | ------------------------ | -------------- | ---------------------- | --------------------------------- |
| Suisse    | Pays hôte                | 8e fois        | 2016                   | Demi-finaliste (2009, 2011)       |
| Norvège   | Premier du Groupe 1      | 12e fois       | 2016                   | Finaliste (2003,2008, 2011)       |
| Allemagne | Premier du Groupe 2      | 15e fois       | 2017                   | Champion (2002, 2006, 2007, 2011) |
| France    | Premier du Groupe 3      | 14e fois       | 2017                   | Champion (2003, 2010, 2013, 2016) |
| Espagne   | Premier du Groupe 4      | 13e fois       | 2017                   | Champion (2004, 2017)             |
| Pays-Bas  | Premier du Groupe 5      | 8e fois        | 2017                   | Champion (2014)                   |
| Danemark  | Premier du Groupe 6      | 7e fois        | 2015                   | Demi-finaliste (2002, 2006, 2012) |
| Italie    | Premier du Groupe 7      | 7e fois        | 2017                   | Champion (2008)                   |

## Premier tour
Les deux premiers de chaque groupe se qualifient pour les demi-finales.

### Groupe A
| Rang | Équipe  | Pts | J | G | N | P | Bp | Bc | Diff |
| ---- | ------- | --- | - | - | - | - | -- | -- | ---- |
| 1    | Norvège | 6   | 3 | 2 | 0 | 1 | 4  | 3  | +1   |
| 2    | Espagne | 6   | 3 | 2 | 0 | 1 | 4  | 3  | +1   |
| 3    | Suisse  | 4   | 3 | 1 | 1 | 1 | 5  | 5  | 0    |
| 4    | France  | 1   | 3 | 0 | 1 | 2 | 3  | 5  | -2   |

#### 1rejournée
| 18 juillet 2018 | Espagne | 0 - 2   | Norvège                | Stadion Niedermatten, Wohlen |                           |
| 15 h            |         | (0 - 2) | 31e 37e (pen.) Norheim | Arbitrage : Cheryl Foster    | Arbitrage : Cheryl Foster |
| 15 h            | Rapport |         |                        | Arbitrage : Cheryl Foster    | Arbitrage : Cheryl Foster |

| 18 juillet 2018 | Suisse                                 | 2 - 2   | France                                    | Stadion Niedermatten, Wohlen |                             |
| 18 h 15         | Chantal Wyser 70e · Alisha Lehmann 80e | (0 - 1) | 15e (pen.) Lina Boussaha · 67e Ella Palis | Arbitrage : Ivana Martinčić  | Arbitrage : Ivana Martinčić |
| 18 h 15         | Rapport                                |         |                                           | Arbitrage : Ivana Martinčić  | Arbitrage : Ivana Martinčić |

#### 2ejournée
| 21 juillet 2018 | Norvège         | 1 - 0   | France | Herti Allmend Stadion, Zoug |                           |
| 15 h            | Sophie Haug 43e | (1 - 0) |        | Arbitrage : Tess Olofsson   | Arbitrage : Tess Olofsson |
| 15 h            | Rapport         |         |        | Arbitrage : Tess Olofsson   | Arbitrage : Tess Olofsson |

| 21 juillet 2018 | Suisse  | 0 - 2   | Espagne                         | Herti Allmend Stadion, Zoug |                            |
| 18 h 15         |         | (0 - 1) | 29e Carmona · 60e Marquez Baena | Arbitrage : Eleni Antoniou  | Arbitrage : Eleni Antoniou |
| 18 h 15         | Rapport |         |                                 | Arbitrage : Eleni Antoniou  | Arbitrage : Eleni Antoniou |

#### 3ejournée
| 24 juillet 2018 | Norvège            | 1 - 3   | Suisse                                         | Stadion Niedermatten, Wohlen |                           |
| 18 h 15         | Runa Lillegård 79e | (0 - 1) | 7e 49e Géraldine Reuteler · 90e Alisha Lehmann | Arbitrage : Rebecca Welch    | Arbitrage : Rebecca Welch |
| 18 h 15         | Rapport            |         |                                                | Arbitrage : Rebecca Welch    | Arbitrage : Rebecca Welch |

| 24 juillet 2018 | France         | 1 - 2   | Espagne                        | Herti Allmend Stadion, Zoug |                            |
| 18 h 15         | Jessy Roux 80e | (0 - 0) | 68e Del Castillo · 83e Carmona | Arbitrage : Meliz Özçiğdem  | Arbitrage : Meliz Özçiğdem |
| 18 h 15         | Rapport        |         |                                | Arbitrage : Meliz Özçiğdem  | Arbitrage : Meliz Özçiğdem |

### Groupe B
| Rang | Équipe         | Pts | J | G | N | P | Bp | Bc | Diff |
| ---- | -------------- | --- | - | - | - | - | -- | -- | ---- |
| 1    | Danemark (+1)  | 6   | 3 | 2 | 0 | 1 | 4  | 2  | +2   |
| 2    | Allemagne (+0) | 6   | 3 | 2 | 0 | 1 | 3  | 1  | +2   |
| 3    | Pays-Bas (-1)  | 6   | 3 | 2 | 0 | 1 | 5  | 4  | +1   |
| 4    | Italie         | 0   | 3 | 0 | 0 | 3 | 1  | 6  | -5   |

#### 1rejournée
| 18 juillet 2018 | Allemagne      | 1 - 0   | Danemark | Tissot Arena, Bienne       |                            |
| 15 h            | Krumbiegel 54e | (0 - 0) |          | Arbitrage : Meliz Özçiğdem | Arbitrage : Meliz Özçiğdem |
| 15 h            | Rapport        |         |          | Arbitrage : Meliz Özçiğdem | Arbitrage : Meliz Özçiğdem |

| 18 juillet 2018 | Pays-Bas                                           | 3 - 1   | Italie             | Tissot Arena, Bienne      |                           |
| 18 h 15         | Lynn Wilms 12e 17e (pen.) · Nance Van Der Meer 30e | (3 - 0) | 56e Arianna Caruso | Arbitrage : Tess Olofsson | Arbitrage : Tess Olofsson |
| 18 h 15         | Rapport                                            |         |                    | Arbitrage : Tess Olofsson | Arbitrage : Tess Olofsson |

#### 2ejournée
| 21 juillet 2018 | Danemark           | 1 - 0   | Italie | Stade municipal, Yverdon-les-Bains |                           |
| 15 h            | Sara Holmgaard 73e | (0 - 0) |        | Arbitrage : Rebecca Welch          | Arbitrage : Rebecca Welch |
| 15 h            | Rapport            |         |        | Arbitrage : Rebecca Welch          | Arbitrage : Rebecca Welch |

| 21 juillet 2018 | Pays-Bas              | 1 - 0   | Allemagne | Stade municipal, Yverdon-les-Bains |                             |
| 18 h 15         | Rebecca Doejaaren 72e | (0 - 0) |           | Arbitrage : Ivana Martinčić        | Arbitrage : Ivana Martinčić |
| 18 h 15         | Rapport               |         |           | Arbitrage : Ivana Martinčić        | Arbitrage : Ivana Martinčić |

#### 3ejournée
| 24 juillet 2018 | Danemark                                  | 3 - 1   | Pays-Bas                | Tissot Arena, Bienne      |                           |
| 18 h 15         | Daajan Hashemi 8e 20e · Janni Thomsen 51e | (2 - 1) | 16e Kayleigh Van Dooren | Arbitrage : Cheryl Foster | Arbitrage : Cheryl Foster |
| 18 h 15         | Rapport                                   |         |                         | Arbitrage : Cheryl Foster | Arbitrage : Cheryl Foster |

| 24 juillet 2018 | Italie  | 0 - 2   | Allemagne                    | Stade municipal, Yverdon-les-Bains |                            |
| 18 h 15         |         | (0 - 1) | 36e Anyomi · 85e Krumbergiel | Arbitrage : Eleni Antoniou         | Arbitrage : Eleni Antoniou |
| 18 h 15         | Rapport |         |                              | Arbitrage : Eleni Antoniou         | Arbitrage : Eleni Antoniou |

## Tableau final
|  | Demi-finales       | Demi-finales       |           |   | Finale             | Finale             |
|  | Demi-finales       | Demi-finales       |           |   | Finale             | Finale             |
|  |                    |                    |           |   |                    |                    |
|  | 27 juillet, Bienne | 27 juillet, Bienne |           |   | 30 juillet, Bienne | 30 juillet, Bienne |
|  | 27 juillet, Bienne | 27 juillet, Bienne |           |   | 30 juillet, Bienne | 30 juillet, Bienne |
|  | Norvège            | 0                  |           |   | 30 juillet, Bienne | 30 juillet, Bienne |
|  | Norvège            | 0                  |           |   | 30 juillet, Bienne | 30 juillet, Bienne |
|  | Allemagne          | 2                  |           |   | 30 juillet, Bienne | 30 juillet, Bienne |
|  | Allemagne          | 2                  | Allemagne | 0 |                    |                    |
|  | 27 juillet, Bienne |                    | Allemagne | 0 |                    |                    |
|  |                    | Espagne            | 1         |   |                    |                    |
|  | Danemark           | Espagne            | 1         | 0 |                    |                    |
|  | Danemark           |                    |           | 0 |                    |                    |
|  | Espagne            | 1                  |           |   |                    |                    |
|  | Espagne            | 1                  |           |   |                    |                    |

### Demi-finales
| Demi-finale 1        | Norvège | 0 - 2   | Allemagne                | Tissot Arena, Bienne       |                            |
| 27 juillet 2018 14 h |         | (0 - 1) | 45e Kössler · 47e Stolze | Arbitrage : Eleni Antoniou | Arbitrage : Eleni Antoniou |
| 27 juillet 2018 14 h | Rapport |         |                          | Arbitrage : Eleni Antoniou | Arbitrage : Eleni Antoniou |

| Demi-finale 2           | Danemark | 0 - 1   | Espagne              | Tissot Arena, Bienne      |                           |
| 27 juillet 2018 18 h 15 |          | (0 - 0) | 68e Abilleira Dueñas | Arbitrage : Rebecca Welch | Arbitrage : Rebecca Welch |
| 27 juillet 2018 18 h 15 | Rapport  |         |                      | Arbitrage : Rebecca Welch | Arbitrage : Rebecca Welch |

### Finale
| Finale                  | Allemagne | 0 - 1   | Espagne      | Tissot Arena, Bienne        |                             |
| 30 juillet 2018 18 h 15 |           | (0 - 0) | 80e Llompart | Arbitrage : Ivana Martinčić | Arbitrage : Ivana Martinčić |
| 30 juillet 2018 18 h 15 | Rapport   |         |              | Arbitrage : Ivana Martinčić | Arbitrage : Ivana Martinčić |

| Championne d'Europe de football féminin des moins de 19 ans 2018 Espagne 3e titre |